# Шукрија Биједић
Шукрија Биједић (Гацко, 10. децембар 1917 — Сарајево, 1990), учесник Народноослободилачке борбе и генерал-мајор ЈНА у резерви.

## Биографија
Рођен је 1917. године у Гацком. Члан Комунистичке партије Југославије постао је 1939. године. Због револуционарног рада је неколико пута завршавао у робији. У новембру 1941. поновно је био ухапшен, али је фебруара 1942. побегао из затвора и ступио у Банијски партизански одред. Током рата био је политички комесар Осме банијске бригаде, Унске оперативне групе, а затим Осме дивизије НОВЈ.
После рата био је командант Народне милиције БиХ, подсекретар, заменик секретара за унутрашње послове БиХ и секретар Извршног већа СР БиХ и остало. Имао је чин генерал-мајора милиције.
Носилац је Ордена братства и јединства са златним венцем, Ордена заслуга за народ са златном звездом и осталих југословенских одликовања.
Рођак је некадашњег политичара Џемала Биједића.